# Sturmtopf

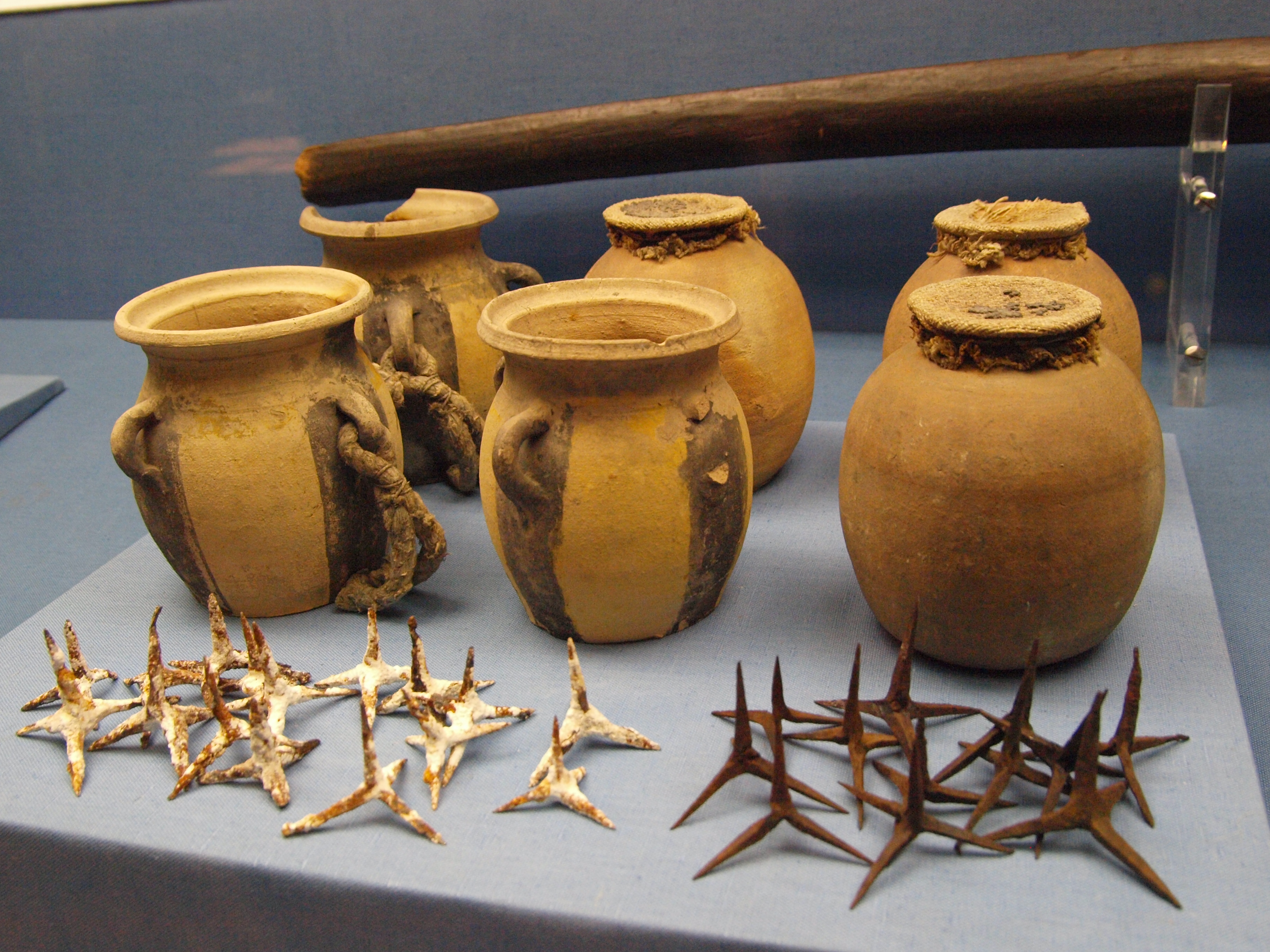
Sturm- und Blendtöpfe sowie Fußangeln aus dem 17. Jahrhundert, Kunstsammlungen der Veste Coburg

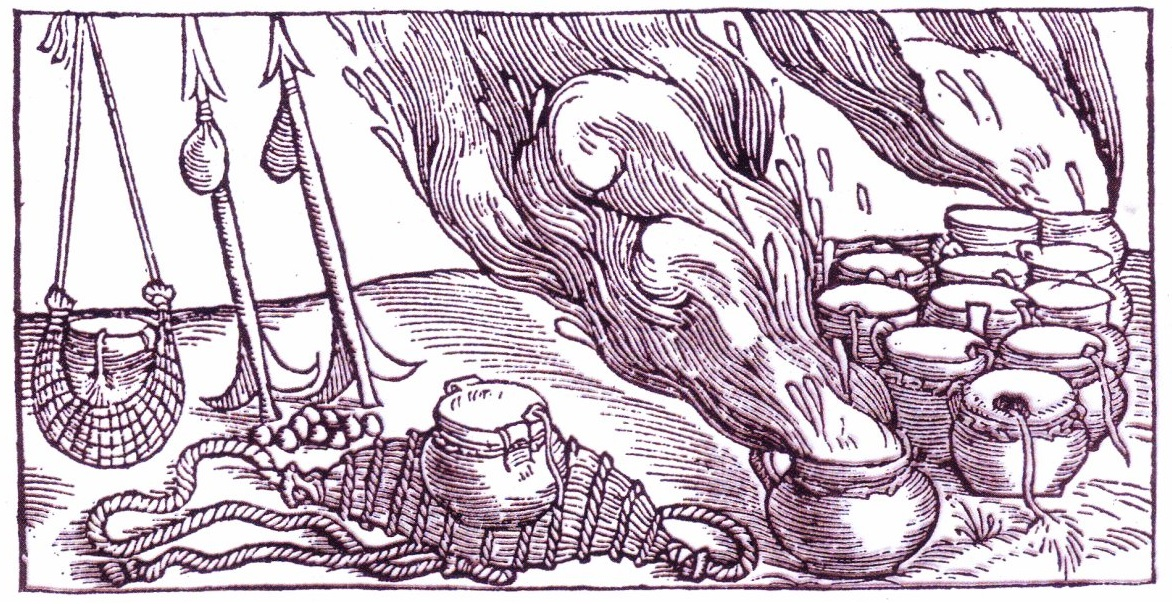
Abbildung von Sturmtöpfen (rechts) in Biringuccios Werk "De la Pirotechnica" von 1540

Sturmtopf (auch Sturmhafen oder Sturmhaferl) bezeichnet ein Kampfmittel, das vom späten Mittelalter bis in die Neuzeit bei der Verteidigung von ortsfesten Anlagen (Burgen und Festungen) sowie auch zum Angriff (Sturm, daher der Name) eingesetzt wurde.

## Aufbau
Die ersten Sturmtöpfe bestanden sehr wahrscheinlich aus bereits vorhandenen Ton- oder Keramikgefäßen, die im Falle einer Belagerung kurzerhand von der Besatzung der belagerten Burg oder Festung in entsprechende "improvisierte" Kampfmittel umgebaut wurden. Krüge aller Art und Formen eigneten sich besonders dazu. Entweder waren sie sowieso schon vor Ort vorhanden oder sie konnten relativ kostengünstig und mit einfachen Mitteln hergestellt werden.
Diese Behältnisse wurden dazu mit einer brennbaren Mischung (entweder fest oder flüssig) oder direkt mit Schwarzpulver gefüllt und dicht verschlossen. Dieses geschah durch das Zubinden mit einem Leinentuch, welches mit Pech oder anderen imprägnierenden Mitteln versiegelt wurde. Auch Pergament und Rohhaut wurde dazu verwendet.
Einige zeitgenössische Autoren von Feuerwerks- und Kriegsbüchern empfahlen zusätzlich eine dicke Schicht Unschlitt (Talg) oder Schmalz auf dem Brandsatz.
Nach dem Einfüllen der Brand- oder Explosivstoffmischung und dem Versiegeln der Öffnung wurden dann Lunten (Zündschnüre) außen an die vorhandenen Henkel gebunden.

## Einsatz
Für den Einsatz mussten nur noch die Lunten angezündet und der Sturmtopf dann gegen den Angreifer geschleudert werden. Beim Auftreffen zerbrach die äußere Hülle und der nun freigesetzte Inhalt wurde mittels der außen angebundenen Lunte angezündet.
Benutzte man in den Anfängen eher vorhandene Haushalts- und Gebrauchskeramik zum Bau dieser Kampfmittel, so entwickelte sich mit der Zeit eine regelrechte Industrie, welche in Manufakturen massenhaft Sturmtöpfe produzierte. Diese wurden dann zunehmend auf die Bedürfnisse des Auftraggebers angepasst. So wurden sie etwa handlicher und bekamen mehr Henkel zum Anbinden mehrerer Lunten, um eine noch sicherere Anzündung zu gewährleisten.

## Varianten
Neben der eingebrachten Brand- oder Explosivstoffmischung konnten zusätzlich Handgranaten und/oder kleine Selbstschusselemente (sogenannte Schläge oder Mordschläge) mit in den Sturmtopf gelegt werden. Diese wurden dann beim Aufschlag durch den enthaltenen Satz mit angezündet und herausgeschleudert, zündeten dann aber oft erst zeitlich verzögert im Umfeld und verursachten dadurch zusätzliche Schäden.
Zwei artverwandte Kampfmittel sind der Blendtopf und der Stinktopf.
Beim Blendtopf sind Varianten im Original erhalten, bei denen statt der Brand- oder Explosivstofffüllung ungelöschter Kalk enthalten ist. Dieser konnte zusätzlich noch mit Fußangeln (sogenannten Krähenfüßen) versetzt sein. Beim Auftreffen zerbarst die Außenhülle des Blendtopfes und setzte den ungelöschten Kalk in Form einer Staubwolke frei. Kam ein Angreifer in so eine Wolke, konnte ihm der Kalk die Augen-, Nasen- und Rachenschleimhäute verätzen und ihn quasi "blind" machen.
Auf diese Weise geblendet war die Wahrscheinlichkeit sehr hoch, in eine der enthaltenen Fußangeln zu treten, die ihrerseits wieder zu Verletzungen führten, da sie oft mit Widerhaken versehen waren.
Beim Stinktopf war eine Mischung enthalten, die beim Abbrand einen übelriechenden oder sogar giftigen Rauch freisetzte um den Gegner auf diese Weise zu beeinträchtigen.
In den erhaltenen Inventarlisten zahlreicher Arsenale und Rüstkammern sind Sturmtöpfe unterschiedlicher Bauart und Anzahl nachgewiesen. Originale finden sich heute noch z. B. in den Beständen der Kunstsammlungen der Veste Coburg.